# 74 Девы
l Девы (лат. l Virginis), 74 Девы (лат. 74 Virginis), HD 117675 — двойная звезда в созвездии Девы на расстоянии приблизительно 452 световых лет (около 139 парсек) от Солнца. Визуальная звёздная величина звезды — +4,69m. Возраст звезды определён как около 2,9 млрд лет.

## Характеристики
Первый компонент — красный гигант спектрального класса M0, или M2III, или M2,5III, или M2,5, или M3III, или Ma. Масса — около 1,467 солнечной, радиус — около 84,322 солнечного, светимость — около 876,345 солнечной. Эффективная температура — около 3748 K.
Второй компонент — коричневый карлик. Масса — около 78,77 юпитерианской. Удалён в среднем на 1,699 а.е..